# La notte della lunga paura
La notte della lunga paura (Night of the Lepus) è un film horror fantascientifico statunitense del 1972, basato sul romanzo The Year of the Angry Rabbit di Russell Braddon.

## Produzione
Distribuito nelle sale il 4 ottobre 1972, esso si concentra sui membri di una piccola città dell'Arizona impegnati a combattere contro migliaia di conigli assassini, divenuti giganteschi e carnivori in seguito ad una mutazione genetica. Il film è stato il primo lavoro di fantascienza del produttore A. C. Lyles e del regista William F. Claxton, entrambi provenienti dal genere western. Vari attori caratteristi che avevano lavorato con il suddetto genere sono stati portati al successo dal film, tra cui Stuart Whitman, Janet Leigh, Rory Calhoun e DeForest Kelley.
Girato in Arizona, per le scene d'azione vennero utilizzati conigli domestici filmati contro modelli in miniatura e attori vestiti con costumi da coniglio.
Prima della sua distribuzione, la Metro-Goldwyn-Mayer rinominò il film dall'originale Rabbits, ed evitò di includere i conigli in gran parte del materiale promozionale in modo da mantenere le creature mutanti un segreto.